# Nopala Chatino jezik
Nopala Chatino jezik (ISO 639-3: cya; ), indijanski jezik kojim govori oko 11 000 ljudi (1990 popis) iz plemena Chatino na jugoistoku meksičke države Oaxaca (distrikt Juquila) u naseljima Santos Reyes Nopala, Santa María Texmaxcaltepec, San María Magdalena Tiltepec, Teotepec, Cerro el Aire, Santiago Cuixtla, Atotonilco i San Gabriel Mixtepec.
Jedan je od šest čatino jezika koji čine skupinu unutar zapotečke porodice

## Vanjske poveznice
- Ethnologue (14th)
- Ethnologue (15th)